# Gameshow
| Совокупная оценка    | Совокупная оценка |
| Источник             | Оценка            |
| -------------------- | ----------------- |
| Metacritic           | 68/100            |
| Оценки критиков      |                   |
| Источник             | Оценка            |
| NME                  | [ 2 ]             |
| All Music            | [ 3 ]             |
| The Line of Best Fit | 7/10              |
| The Guardian         | [ 5 ]             |
| DIY                  | [ 6 ]             |
| Consequence of Sound | C                 |
| Q                    | [ 8 ]             |

Gameshow — третий студийный альбом северо-ирландской инди-рок-группы Two Door Cinema Club. Альбом был записан в Лос-Анджелесе с продюсером Джекнайфом Ли и выпущен 14 октября 2016 года на лейблах Transgressive и Parlophone.

## Релиз и продвижение
8 июня 2016 года, после двух лет бездействия, на YouTube был загружен короткий тизер под названием «Two Door Cinema Club», что вызвало у фанатов предположение о возвращении группы. Похожие видео были загружены на официальную страницу группы в Facebook и оказались фрагментами из готовящегося к выходу документального фильма, рассказывающего о процессе записи Gameshow.
14 июня 2016 года был выпущен первый сингл альбома «Are We Ready? (Wreck)». Группа показала дизайн обложки и сообщила название альбома, а также опубликовала ссылку для предварительного заказа. Вокалист группы Алекс Тримбл рассказал, что альбом «в мелодическом или структурном плане не следует текущим современным поп-тенденциям. Двумя самыми большими источниками вдохновения для меня были Принс и Боуи — оба абсолютные первопроходцы, тонко балансировавшие на грани между попсой и авангардным безумием».
Сингл был исполнен на Glastonbury Festival.
29 июля 2016 года был выпущен второй сингл, «Bad Decisions».
30 сентября 2016 года из Далласа (Техас) группа отправилась в тур по Северной Америке в поддержку альбома.

## Список композиций
| №                   | Название                | Длительность |
| ------------------- | ----------------------- | ------------ |
| 1.                  | «Are We Ready? (Wreck)» | 3:50         |
| 2.                  | «Bad Decisions»         | 4:58         |
| 3.                  | «Ordinary»              | 4:59         |
| 4.                  | «Gameshow»              | 3:53         |
| 5.                  | «Lavender»              | 3:56         |
| 6.                  | «Fever»                 | 4:43         |
| 7.                  | «Invincible»            | 4:30         |
| 8.                  | «Good Morning»          | 3:57         |
| 9.                  | «Surgery»               | 4:37         |
| 10.                 | «Je Viens De La»        | 3:45         |
| Общая длительность: | Общая длительность:     | 42:58        |

| №                   | Название                                          | Длительность |
| ------------------- | ------------------------------------------------- | ------------ |
| 11.                 | «Gasoline»                                        | 3:39         |
| 12.                 | «Sucker»                                          | 4:17         |
| 13.                 | «Ordinary» (Sam Holiday Remix)                    | 4:26         |
| 14.                 | «Bad Decisions» (Kev's Summer Time Madness Remix) | 6:10         |
| 15.                 | «Gameshow» (live at Bonnaroo 2016)                | 3:54         |
| Общая длительность: | Общая длительность:                               | 62:54        |

## Чарты
| Чарт(2016)                             | Максимальная позиция |
| -------------------------------------- | -------------------- |
| Австралия (ARIA)                       | 24                   |
| Бельгия/Фландрия (Ultratop)            | 88                   |
| Бельгия/Валлония (Ultratop)            | 79                   |
| Нидерланды (Album Top 100)             | 94                   |
| Франция (SNEP)                         | 54                   |
| Германия (Offizielle Top 100)          | 67                   |
| Ирландия (IRMA)                        | 10                   |
| Шотландия (Scottish Albums Chart)      | 12                   |
| Spanish Albums (PROMUSICAE)            | 44                   |
| Швейцария (Schweizer Hitparade)        | 49                   |
| Великобритания (UK Albums Chart)       | 5                    |
| США (Billboard 200)                    | 79                   |
| США (Billboard Top Alternative Albums) | 8                    |
| США (Billboard Top Rock Albums)        | 13                   |

## Участники записи
- Алекс Тримбл — вокал, ударные, гитара, перкуссия, фортепиано, сведения, синтезатор.
- Кевин Бейрд — бас, синтезатор, бэк-вокал.
- Сэм Халлидей — соло-гитара, синтезатор, бэк-вокал.